# Péter Czvitkovics
Péter Czvitkovics (ur. 10 lutego 1983 w Székesfehérvár) – węgierski piłkarz, występujący na pozycji pomocnika.